# 格紋棘鱗魚
格紋棘鱗魚為輻鰭魚綱金眼鯛目金鱗魚亞目金鱗魚科的其中一種，分布於西印度洋區，包括留尼旺、塞席爾群島、英屬印度洋領地、葛摩及中東太平洋的萊恩群島海域，棲息深度6-10公尺，體長可達11.3公分，棲息在水淺的礁石區。

## 擴展閱讀
維基物種上的相關：格紋棘鱗魚